# Estación Largo do Machado
La Estación Largo do Machado es una de las estaciones de la Línea 1 del Metro de Río de Janeiro ubicada en el barrio de Flamengo entre la estación Catete y la estación Flamengo. Fue inaugurada el 23 de diciembre de 1981. Recibe un flujo aproximado de 40 mil personas por día y sirve a los barrios de Largo do Machado, Laranjeiras y Cosme Velho.
Posee dos accesos:
- Acceso A por Largo do Machado
- Acceso B por Catete